# Baldwin Park (Metrolink)
La estación de Baldwin Park (en inglés: Baldwin Park station), es una estación de tren regional de la línea San Bernardino de Metrolink en Baldwin Park, California, área regional de Los Ángeles en Estados Unidos.

## Descripción
La estación fue inaugurada el 24 de mayo de 1993. Cuenta con 360 aparcamientos, y es propiedad de la ciudad de Baldwin Park.

## Servicio
La estación Baldwin Park recibe el servicio de 44 trenes de la línea San Bernardino de Metrolink (22 en cada dirección) entre semana, con trenes que llegan cada 30 minutos durante la mayor parte del día. El servicio de fin de semana consta de 16 trenes (8 en cada dirección) tanto los sábados como los domingos. La línea presta servicio de San Bernardino al este y Los Ángeles en el oeste.

## Conexiones
- Foothill Transit - rutas: 178 y 190
- Baldwin Park Transit - ruta: Express, Teal, y Pumpkin

## Lugares de interés
- Baldwin Park City Hall
- Esther Snyder Community Center
- Morgan Park
- The Original In-N-Out Burger Museum